# Ruta Provincial 26 (Córdoba)

## Generalidades
La Ruta Provincial 26 es una carretera argentina, ubicada en el extremo sur de la provincia de Córdoba.
Tiene una extensión de aproximadamente 173 km, y, aproximadamente, el 70% de su recorrido, posee asfalto.
Es la más austral de la provincia, y su trazado es dentro de un solo departamento: General Roca.
Al igual que todas las rutas de la provincia, cuyo trazado es en sentido oeste-este, posee su kilómetro cero en el límite con la provincia de San Luis y a pocos kilómetros de la ciudad de Buena Esperanza (como continuación de la ruta provincial 12 de esa provincia), y su final, se encuentra en el extremo este, en el límite con la provincia de Buenos Aires, donde se continúa con la ruta provincial 050-15, y a pocos metros del límite del ejido urbano de la ciudad de Coronel Charlone.
En 2020 se inauguró la pavimentación del tramo entre Buchardo y Coronel Charlone.

## Localidades
Las siguientes localidades se encuentran sobre el trazado de esta vía de comunicación que posee su derrotero dentro de un solo departamento. En cursiva, se nombran aquellas que son cabecera departamental. Entre paréntesis, figuran los datos de población.

Las localidades con la leyenda s/d hacen referencia a que no se encontraron datos oficiales.
- Departamento General Roca: Villa Huidobro 5.658, Huinca Renancó: 9.487, Italó: 1.120, Onagoity: 63, Buchardo: 1.795

## Recorrido
|  |  | tCONTg |

|  | GRZq | tSTR+GRZq | GRZq |  |

| lNAT |  | tSTR |  |  |

|  |  | tBHF |

|  |  | tBHF |

|  |  | tBHF |

|  |  | tKRWgl+l | tCONTfq |  |

|  |  | tSTRe-m |

|  |  | BHF |

|  |  | BHF |

| lNAT | CONTgq | ABZqlr | ABZq+lr | CONTfq |

|  |  |  | KRZt | tCONTfq |

|  |  | tCONTgq | KRZt |  |

|  |  |  | eABZgl%2Bl | tCONTfq |

|  |  |  | TEEaq | CONTfq |

|  |  |  | BHF |

|  |  |  | tSTRa-m |

|  |  |  | tBHF |

|  |  | uexRESVGr | mKRZt | uexRESVGl |

|  |  | BAHN | SKRZ-GBUE |  |

|  |  |  | tKRWgl+l | tCONTfq |

|  |  |  | tSTR |

|  |  |  | tBHF |

|  |  | tCONTgq | tKRWgr+r |  |

|  |  |  | tSTR |

|  |  | GRZq | tSTR+GRZq | GRZq |

|  |  |  | tSTR |

|  |  |  | tCONTf |

## Nota
1. ↑   El kilometraje fue tomado del amojonado en ruta. En caso de ausencia de los mismos, se calculó según información disponible en Internet, o verificación in situ .
2. ↑   Datos oficiales según Dirección de Estadísticas y censos del Gobierno de la Provincia de Córdoba, año 2010 Según datos INDEC